# ツォウ語
ツォウ語（ツォウご）は、台湾のツォウ族の言語で、南北の語群に分かれる。北ツォウ語は俗にツォウ語という。漢字では鄒語、曹語と表記される。南ツォウ語はカナカナブ・ツォウ語（Kanakanabu）、サアロア・ツォウ語（Saaroa）の2つ。

## 分類
北ツォウ語群は「阿里山ツォウ語」ともいわれ、特富野社（Tfuya, Tfuea）、達邦社（Tapangu）、伊姆諸社（Imutsu, Limutsu）、魯富都社（Luhtsu, Luhtu）の4つの方言語群に分けられる。しかし、4社のうち伊姆諸社と魯富都社はともに20世紀初頭に廃社となり、住民は近隣各社へ分散した。民族語学院（Ethnologue）の記録（1981年）では伊姆諸社方言語群は消失したとされる。現在では北ツォウ語の方言群を久美（望美）方言語群、特富野方言語群、達邦方言語群とする。方言間の差異はきわめて小さい。
1927年6月ロシアの言語学者、ニコライ・ネフスキーはタナンギ在住中、台南師範の特富野鄒族青年ウォンギ・ヤタユンガナ　"矢多一生（Uoŋǝ Jatajoŋana, zh:高一生）" と　その兄パスヤ（同次郎）と　1か月あまり田野のツォウ語を調査した。お互い日本語に精通しており、2人は日本語で意思疎通をはかった。この期間で15個の故事を記録し（ラテン文字とIPAで記録）、並びにツォウ語の発音、文法、単語，ツォウ族民族文物30件を収集した。ネフスキーは1929年にソ連へ帰国後、1935年にサンクトペテルブルクのソ連科学アカデミー出版社から《臺灣鄒族語典》（N.A. Nevskij: Materaly po govoram jazyka cou, Trudy Instituta Vostokovedenija. X1. Moskva-Leningrad, 1935）を出版した。これはツォウ語をはじめて専門的に言語学として取り扱ったものである。1937年10月、ネフスキーはソ連政府に逮捕され、翌月「国家叛逆罪」で銃殺された。高一生も1952年に別件逮捕された後の1954年、国民政府により「反乱罪」で処刑された。

## 語音系統
下表にあるようにツォウ語には喉音、舌根音、舌面音が少ない。しかし舌尖音、唇音はかなり発達している。ツォウ族各部落で毎年定期的に行っている連合祭典中の"近神曲"、"送神曲"等の祭歌は古典語音を残している。
|        |        | 唇音 | 舌尖音 | 舌面音 | 舌根音 | 喉音  |
| 塞音   | 清音   | p    | t      |        | k      | ' (ʔ) |
| 塞音   | 濁音   | b[ɓ] | d[ɗ ]  |        |        |       |
| 塞擦音 | 塞擦音 |      |        | c      |        |       |
| 擦音   | 清音   | f    | s      |        |        | h     |
| 擦音   | 濁音   | v    | z      |        |        |       |
| 鼻音   | 鼻音   | m    | n      |        | ng[ŋ]  |       |
| 滑音   | 滑音   |      |        | y      |        |       |

|    | 前舌面音 | 中舌面音 | 後舌面音 |
| 高 | i        | ǝ        | u        |
| 中 | e        |          | o        |
| 低 |          | a        |          |

Ref: 斉莉莎 (Zeitoun Elizabeth), "鄒語参考語法", 遠流, p.40, 2000年